# Luchtdoelartillerieschietkamp
Het Luchtdoelartillerieschietkamp (Luask) is een voormalig militair oefenterrein van de Koninklijke Landmacht, gelegen in de duinen ten zuiden van Den Helder. Het werd in 1951 in gebruik genomen nadat de Nederlandse luchtdoelartillerie een sterke groei had doorgemaakt en er behoefte was aan meer oefenruimte. Het kamp omvatte de schietterreinen Groote Keeten, Botgat, Falga en Kijkduin. De staf- en legeringsgebouwen bevonden zich op het luitenant-kolonel Maaskamp en het hier tegenovergelegen Deibelkamp in Den Helder. Als gevolg van bezuinigingen en reorganisaties werd het kamp in 2005 gesloten. De terreinen in de duinen zijn hierna teruggegeven aan de natuur.

## Geschiedenis
Na de Tweede Wereldoorlog begon Nederland met het uitbreiden van de krijgsmacht. Dit was nodig vanwege de Sovjetdreiging in Europa. Ook werd de luchtdoelartillerie fors uitgebreid. Het luchtverdedigingsconcept was destijds zo dat Nederland volledig op eigen grondgebied verdedigd moest worden tegen luchtaanvallen. Hiervoor was veel materieel en personeel nodig, en navenant veel opleidingscapaciteit en oefenterreinen. In tegenstelling tot andere wapens had de Luchtdoelartillerie nog geen eigen schietkamp. De infanterie had al sinds 1899 een eigen Infanterieschietkamp in de Harskamp, de cavalerie kreeg de beschikking over het Cavalerieschietkamp op Vlieland en de artillerie had het Artillerieschietkamp in Oldebroek.
Sinds 1925 werd er al geoefend bij Fort Kijkduin met zware luchtdoelartillerie, maar voor de rest was men aangewezen op een schietterrein in Duitsland. Vanaf 1 mei 1951 kwam er uitbreiding met de oprichting van het Luchtdoelartillerieschietkamp. In de jaren die volgden kreeg men de beschikking over drie extra terreinen en eigen legering.
In de jaren 60 veranderde het luchtverdedigingsconcept met de komst van geleide wapens. Deze werden gestationeerd in Duitsland, waar zij tezamen met tank- en infanterie-eenheden de aan Nederlandse toegewezen sector in de Noord-Duitse laagvlakte bewaakten. Er was daardoor minder luchtdoelartillerie nodig om in eigen land strategische objecten te verdedigen. De zware luchtdoelartillerie werd afgeschaft en de lichte luchtdoelartillerie gemoderniseerd en ingekrompen tot 6 afdelingen. Het gevolg hiervan was dat de schietterreinen Groote Keeten en Kijkduin niet meer nodig waren en werden afgestoten.
Eind jaren 70 kreeg de Koninklijke Luchtmacht de beschikking over eigen kanonnen en radarsystemen ter verdediging van de Nederlandse vliegvelden, en werd medegebruiker van het schietkamp. Bij de landmacht werd de PRTL ingevoerd.
Dit gaf weer een impuls aan het gebruik van het schietkamp. Dit hield stand tot eind jaren 90.
Als gevolg van de defensienota 2000 werd de luchtdoelartillerie gereorganiseerd. De resterende kanonsystemen (Flycatcher/40L70 en Cheetah PRTL) werden afgestoten. Tegelijkertijd werd er een modernisering aangekondigd, wat de aanschaf betekende van raketsystemen. Hiermee kon echter niet geoefend worden op het Luask, omdat door de grote dracht de lucht- en scheepvaart te veel hinder zouden ondervinden. Dit leidde tot sluiting van het schietkamp op 1 januari 2005.
Er wordt nu gebruik gemaakt van schietterreinen in het buitenland zoals in Oksbøl (Denemarken), Todendorf (Duitsland) en op Kreta.

## Ligging en terreinen

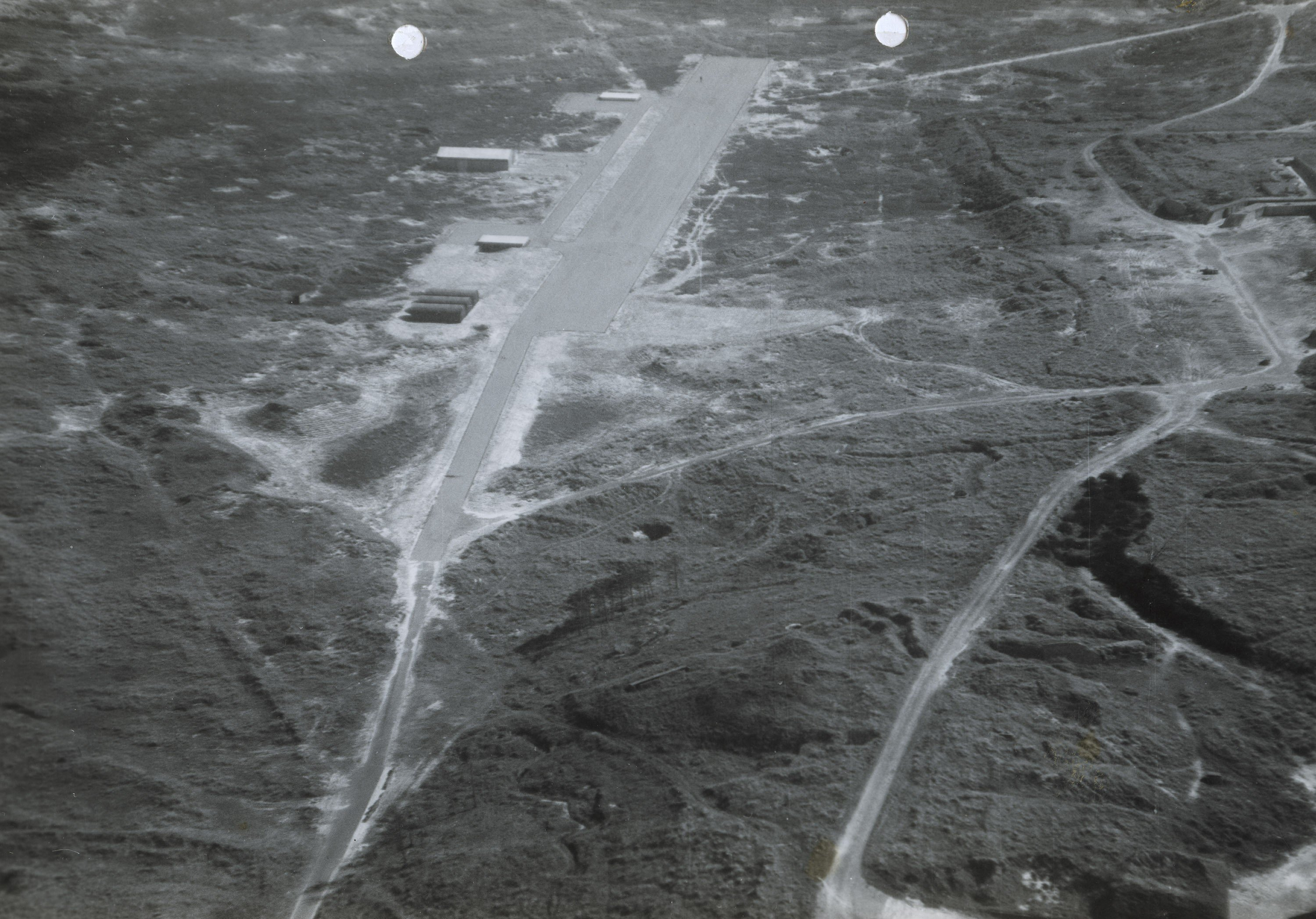
Luchtopname in zuidelijke richting van het schietterrein Kijkduin in de Grafelijkheidsduinen, 1951.

De vier omheinde schietterreinen lagen als enclaves in het Noord-Hollandse duingebied tussen Callantsoog en Den Helder. Elk terrein bestond globaal uit een parkeerplaats voor voertuigen en een noord-zuidgeoriënteerde rijstrook van enkele honderden meters lang, met aan de westzijde een aantal schietpunten en aan de oostzijde verschillende dienstgebouwen. Er werd in westelijke richting geschoten, over de vloedlijn op doelen boven de Noordzee.
Het luchtruim boven het schietkamp was uiteraard verboden gebied voor vliegtuigen. Voor de beroepsvaart op zee gold gold dat niet; er werd alleen geschoten in veilige sectoren waar geen scheepvaart was. De zee werd in de gaten gehouden vanuit de zeeradarpost die geplaatst was op een hoge duin bij de ingang van het terrein.

### Kijkduin
52° 56′ 48″ NB, 4° 43′ 18″ OL

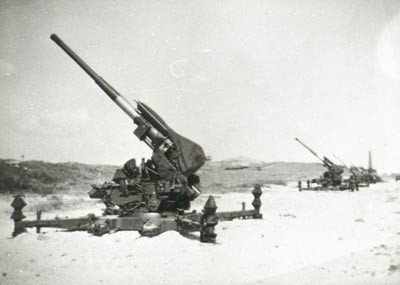
Een Vickers 3.7 inch kanon in stelling op schietterrein Kijkduin, 1952. Op de achtergrond de Lange Jaap en fort Kijkduin.

Sinds 1925 vonden oefeningen plaats in de Grafelijkheidsduinen, 300 meter ten zuidwesten van Fort Kijkduin. Er werd met zware luchtdoelartillerie geschoten op een linnen doelvlag die gesleept werd door een vliegtuig. Schietterrein Kijkduin werd eind jaren 40 echter te klein om alle luchtdoelartillerie-eenheden te laten oefenen. Ook was het er te drassig om de stukken zwaar geschut stabiel op te stellen. De zware luchtdoelartillerie werd begin jaren 60 opgeheven. Omdat het terrein ongeschikt was voor moderne radiografisch bestuurbare doelvliegtuigjes van de lichte luchtdoelartillerie werd er vanaf 1965 geen meer gemaakt van het terrein. Het duurde echter nog tot in de jaren 80 voordat het werd afgestoten, waarna het in handen kwam van Staatsbosbeheer. Sinds 1992 is het terrein eigendom van het Landschap Noord-Holland.

### Groote Keeten
52° 51′ 46″ NB, 4° 42′ 15″ OL

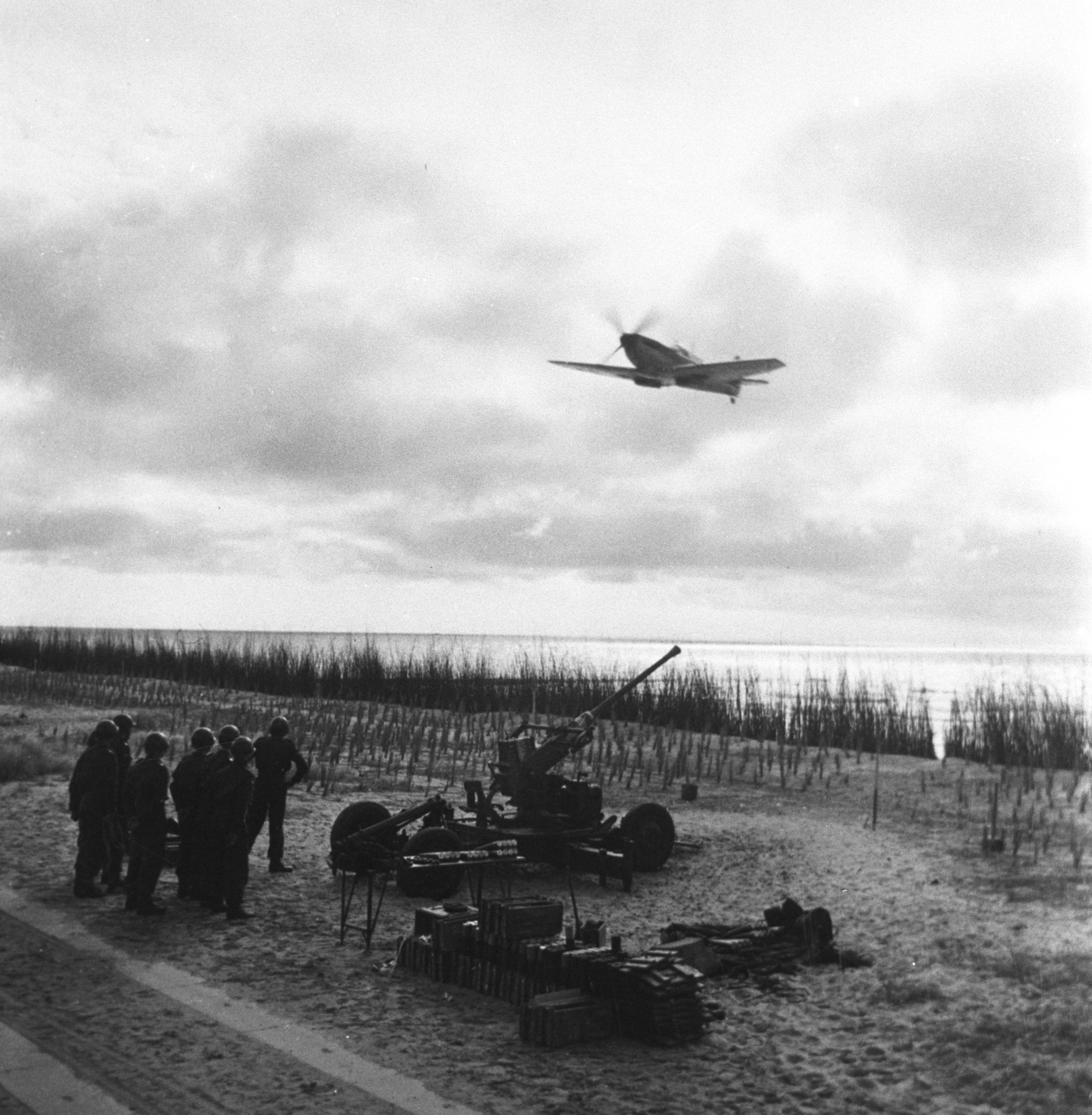
Schietterrein 'Groote Keeten'. Luchtdoelartilleristen schieten met een Bofors 40L60-kanon op een door een Spitfire getrokken sleepzak.

In 1952 werd schietterrein Groote Keeten in gebruik genomen. Het was gelegen in de duinen direct ten zuiden van de gelijknamige strandopgang. De baan had een 12-tal schietpunten. Omdat de duinen hier maar smal zijn, lag het terrein vrijwel aan de zeezijde. Dit was geen gelukkige keuze, want tussen 1952 en 1959 waren als gevolg van verschillende stormen, waaronder die tijdens de nacht van de watersnoodramp, de duinen flink afgekalfd. Ook was de bodem zo instabiel dat er geen radarapparatuur kon worden opgesteld. Omdat er steeds overstroming dreigde werd het terrein in 1962 gesloten in 1963 opgeheven.

### Falga
52° 55′ 2″ NB, 4° 43′ 9″ OL
In 1954 werd schietterrein Falga geopend. Het was gelegen bij het gelijknamige strandslag, ter hoogte van de buurtschap Kleine Keet, ongeveer drie kilometer ten zuiden van Den Helder. In dit gebied zijn al sinds de zeventiende eeuw verschillende forten en kustbatterijen gebouwd. Het is vernoemd naar de nooit voltooide Franse kustbatterij Fort du Falga. De laatste fortificaties dateren van de Tweede Wereldoorlog toen de Duitsers er een grote kustbatterij aanlegden als onderdeel van de Atlantikwall. Het terrein had acht schietpunten voor de lichte en vier voor de zware luchtdoelartillerie.

### Botgat
52° 52′ 23″ NB, 4° 42′ 44″ OL

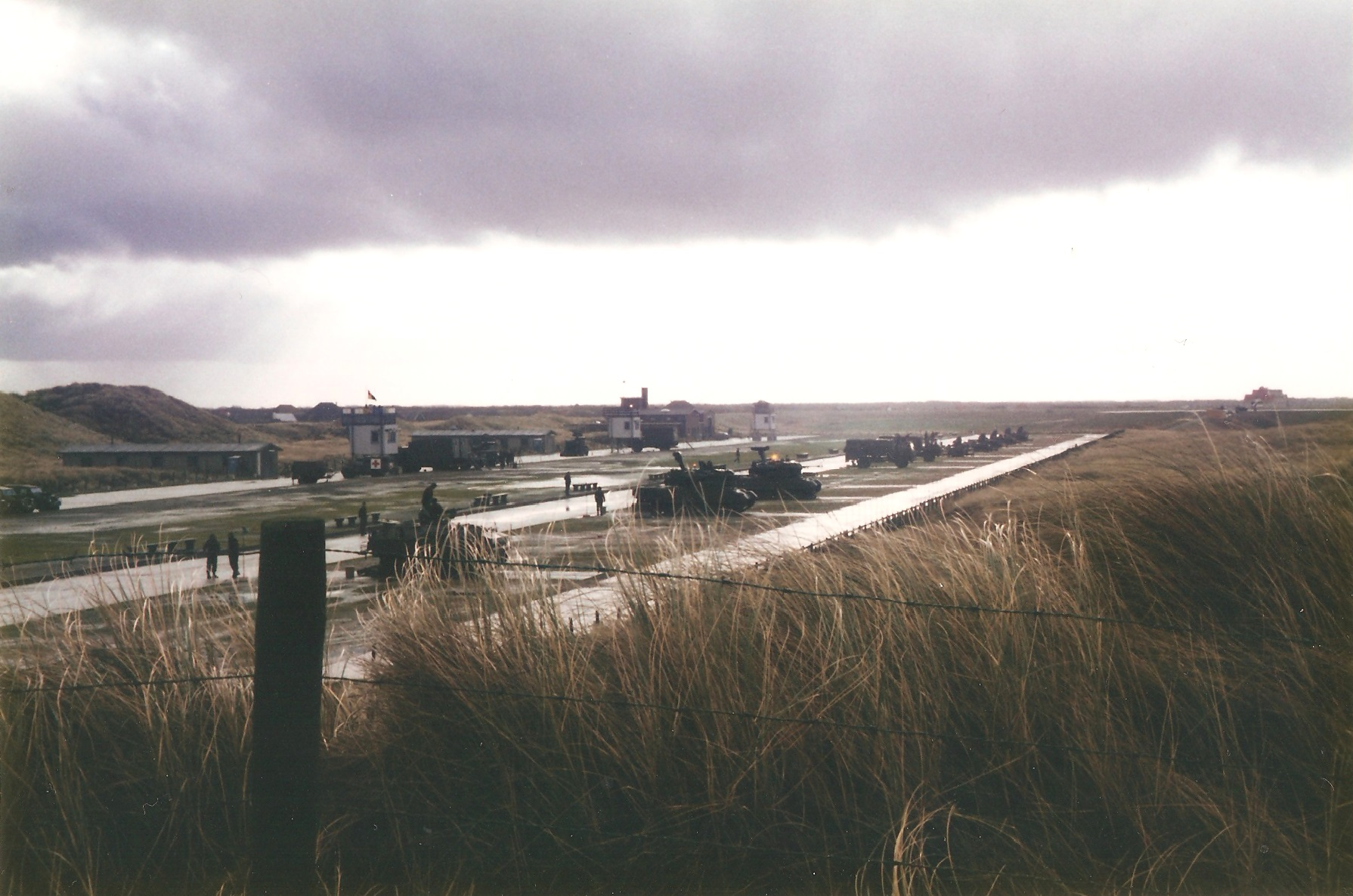
Overzicht van schietterrein Botgat vanaf de zeeradarpost, 1995.

In 1958 werd het Botgat geopend. Dit was veruit het grootste terrein, dat ook het langste in gebruik is geweest. Het bestond uit 16 schietpunten en een twaalftal dienstgebouwen. Kenmerkend is de cirkelvormige startbaan voor de doelvliegtuigjes. De ligging is ongeveer 2 km ten zuiden van Julianadorp. Voor de toegang werd 300 meter zuidelijk van de vuurtoren de Groote Kaap een doorsteek in de duinen gemaakt.

### Luitenant-kolonel Maaskamp
52° 56′ 47″ NB, 4° 45′ 19″ OL
De legering bevond zich in Den Helder, op enige afstand van de oefenterreinen.
Tot ver in de jaren 50 was de legering van manschappen primitief te noemen. Deze bestond voornamelijk uit tenten en barakken op Fort Dirks Admiraal en op een van de buitenbastions van het fort. Daarnaast had men voor het kader de beschikking over enkele gebouwen aan de J. Hoogerwerfstraat in Den Helder, op de Galgenveldkazerne in Huisduinen en op Fort Erfprins.
Bij twee zware stormen in 1954 werden tientallen legeringstenten onherstelbaar beschadigd. Om in voldoende ruimte te voorzien werden twee binnenvaartschepen (de Prudentia en de Desio) gebruikt als legering.
Na een onderzoek naar de kwaliteit van de legering, werd besloten tot de bouw van een moderner barakkenkamp aan de Nieuweweg, op een van de buitenbastions van het fort. Deze werd op 17 mei 1957 in gebruik genomen. Op 6 april 1962 kreeg het kampement de naam Luitenant-kolonel Maaskamp, naar lkol A.J. Maas, grondlegger van de Luchtdoelartillerie.
Aan de overkant van de Nieuweweg lag het Deibelkamp. Dit was in gebruik bij de luchtmacht en bij enkele parate luchtdoelartillerie-eenheden. Toen deze eenheden in 1964 werden opgeheven, werd dit kamp aan het Luask toegevoegd, zodat Fort Dirks Admiraal verlaten kon worden. Er werden nieuwe barakken gebouwd, wat al een grote vooruitgang was. Pas in de jaren 80 van de vorige eeuw is er permanente bebouwing gerealiseerd op het Maaskamp, die nu nog in gebruik is.

## Doelpresentatie

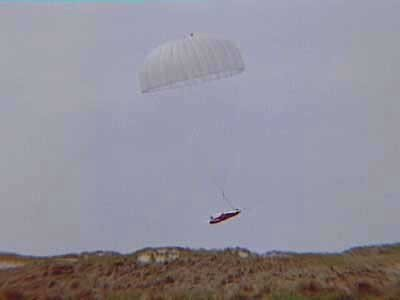
Een doelvliegtuig van het type KD2R5 landt aan een parachute in het voorterrein bij het Botgat.

Er werd geschoten op zogenaamde doelvlaggen, die aan een lijn werden gesleept door een vliegtuig. In het begin waren dit bemande vliegtuigen. Vluchten werden uitgevoerd vanaf het vliegveld Texel met onder anderen de Fokker C-I, de Harvard en Supermarine Spitfire. Voor de veiligheid van piloot was er een 800 meter lange lijn nodig.
Vanaf 1960 werd er gevlogen met onbemande vliegtuigjes van het type Northrop OQ-19D en later de KD2R5.
Deze werden gelanceerd met een katapult. Begin jaren 60 werd op het Botgat een cirkelvormige startbaan gebouwd. Vliegtuigjes werden op een wagentje geplaatst dat met een kabel vastgemaakt was in het middelpunt van startbaan. Bij de start reed het toestel een aantal rondjes en bij voldoende snelheid werd het richting zee gelanceerd. In 1999 is men weer afgestapt van de startbaan en teruggegaan naar een katapult. Als na één uur de brandstof op was, landde het toestel aan een parachute in de duinen. Hierna werd het geborgen en gereedgemaakt voor een volgende vlucht.
Het besturen en onderhouden van de toestellen werd vanaf de opening van het schietkamp uitbesteed aan de firma Schreiner Air Target Services. Het bedrijf verleende al vergelijkbare diensten aan de Koninklijke Marine. Het bedrijf zou dit blijven doen tot aan de sluiting in 2005. Op het Botgat werd in de jaren zeventig een bakstenen onderhoudsloods gebouwd waar Schreiner zijn werkzaamheden kon uitvoeren. Er was een speciale procedure voor nodig omdat de gemeente geen toestemming wilde verlenen voor permanente bebouwing.

## Gevolgen voor natuur en omgeving

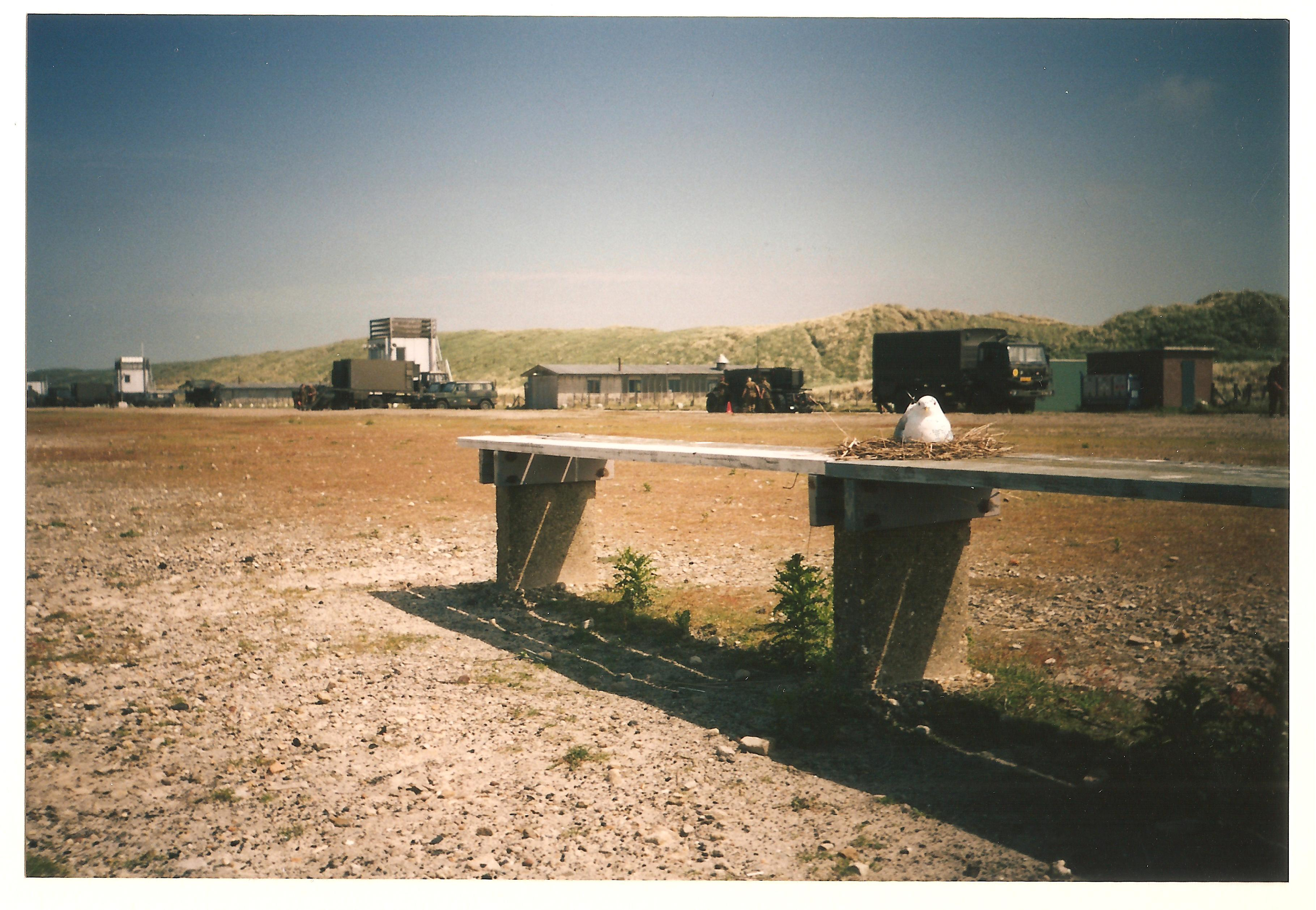
Een broedende meeuw op een bankje op schietterrein het Botgat.

De schietoefeningen hebben altijd tot overlast geleid.
Omdat het onveilige gebied zich uitstrekte tot 12 kilometer uit de kust, ondervonden de scheepvaart en visserij hinder van de schietoefeningen. Officieel was het geen verboden gebied en had de beroepsvaart vrije doorgang. Er was een convenant met de beroepsvisserij dat er niet in de onveilige zone gevist zou worden. Toch kwam het bijna dagelijks voor dat schietoefeningen stilgelegd werden omdat er, al dan niet demonstratief, gevist werd in de onveilige zone.
Vanuit de omliggende steden en dorpen is er altijd protest geweest tegen het schietkamp vanwege geluidsoverlast. De schiettijden zijn in de loop van de tijd wel beperkt en in de zomer was er een schietvrije periode. Deze kwam tot stand toen de Vereniging Huisduiner Belang in 1960 prins Bernhard van Lippe-Biesterfeld aanschreef om een schietvrije periode in de zomer te bedingen. In 2003 had het Ministerie van Defensie een plan klaarliggen om een 20 meter hoge geluidswal op te trekken bij het Botgat. Maar dit plan werkte averechts: het leidde tot veel protest. De geplande muur lag net zoals het schietterrein zelf in natuurgebied. Het uitzicht op de duinen zou er ingrijpend door veranderen.
Ook de toeristische sector had last van de schietoefeningen omdat de stranden ter hoogte van de schietterreinen tijdens oefeningen werden afgesloten.
De belangrijke belasting voor de natuur was het feit dat munitieresten in de Noordzee belanden. Overigens was alle brisante munitie voorzien van een zelfontsteker, zodat er geen onontplofte projectielen in de zee terechtkwamen, waarbij regulier wel gerekend moet worden op een zeker percentage blindgangers waarbij de ontsteker niet werkt.
De duinen zelf hebben na verwijderen van bebouwing relatief weinig permanente schade opgelopen. Omdat alle terreinen omheind waren en bewaakt werden, is de natuur weinig verstoord door toerisme en is er ook nooit recreatieve bebouwing gekomen.

## Lijst van commandanten

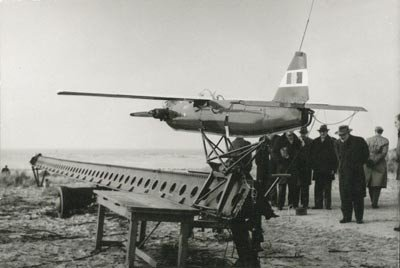
Een Northrop OQ-19 doelvliegtuig op de lanceerrail op schietterrein Falga, 1961.

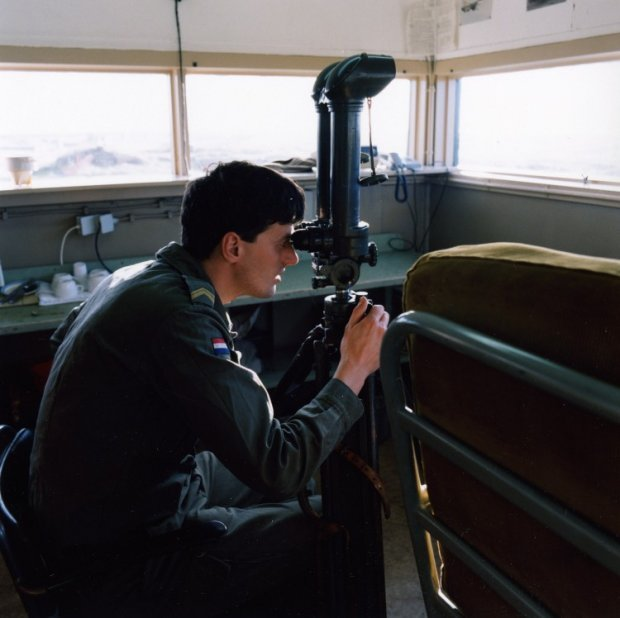
Een wachtmeester der eerste klasse inspecteert met een schaarkijker de vaarroute van het Botgat, 1990.

| van               | tot               | rang | naam                       |
| ----------------- | ----------------- | ---- | -------------------------- |
| 1 mei 1951        | 18 april 1956     | kap  | D.A. van Dobbenburgh       |
| 18 april 1956     | 22 juni 1956      | lkol | T. Verhaar                 |
| 22 juni 1956      | 28 april 1960     | lkol | P. Clerkx                  |
| 28 april 1960     | 1 december 1965   | lkol | F. van der Meij            |
| 1 december 1965   | 10 januari 1967   | lkol | A.P. de Bruin              |
| 10 januari 1967   | 1 juli 1970       | lkol | R.P. van Voorst van Beest  |
| 1 juli 1970       | 1 november 1975   | lkol | N.J. de Ruiter             |
| 1 november 1975   | 14 oktober 1977   | lkol | J.W. Bakker                |
| 14 oktober 1977   | 29 september 1978 | lkol | J. Sikkens                 |
| 29 september 1978 | 27 augustus 1982  | lkol | H.J. de Wijs               |
| 27 augustus 1982  | 18 november 1983  | lkol | M.K. van der Veer          |
| 18 november 1983  | 1 mei 1984        | lkol | H.J. de Wijs               |
| 1 mei 1984        | 29 oktober 1984   | kap  | A.P. Risseeuw (waarnemend) |
| 27 augustus 1992  | 27 augustus 1992  | maj  | H.P. Labberté              |
| 27 augustus 1992  | 29 juni 1995      | lkol | A. Drenth                  |
| 29 juni 1995      | 21 januari 1999   | lkol | H. Smilde                  |
| 21 januari 1999   | 1 april 2005      | lkol | D. Fiege                   |

## Na de sluiting

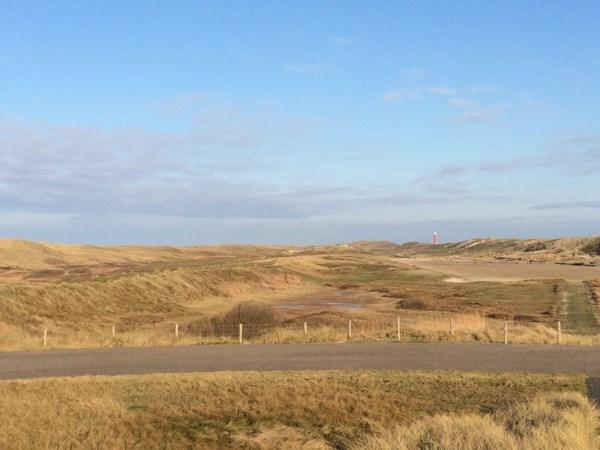
Overzicht van het Botgat na herstel van de natuur (2014). In de verte is nog enigszins herkenbaar waar zich de schietpunten en de bebouwing bevonden. De foto is genomen vanaf de lanceerbaan.

Na de sluiting van het kamp zijn de terreinen teruggegeven aan de natuur. 
Vrijwel alle bebouwing en verharding is verwijderd. De terreinen maken thans deel uit van de Helderse Duinen, maar de naam Botgat wordt nog steeds wel gebruikt voor dit deel van de duinen. Ze zijn in beheer bij Landschap Noord-Holland.
Bij strandslag Groote Keeten herinnert niets meer aan het vroegere gebruik.
In de jaren 2007-2012 is de natuur op het Botgat en Falga hersteld. De bebouwing en de verharding op de terreinen zijn verwijderd. Op Botgat resteert alleen nog de cirkelvormige startbaan. In het midden is een houten uitkijktoren gebouwd voor vogelaars en wandelaars. De coupure in de duinen nabij de vuurtoren, die bij aanleg van het terrein nodig was voor de toegangsweg, is hersteld.
Ook op Falga is de meeste infrastructuur verwijderd. Wel is een deel van de grintverharding intact gelaten, omdat vogels hier foerageren. De uitkijktoren is opgeknapt en van een stalen trap voorzien. Deze doet nu dienst als uitkijkpunt voor wandelaars.
Bij Kijkduin zijn geen restanten meer over. Vanuit de lucht is de 350 meter lange opstelstrook nog enigszins herkenbaar.
In de Lkol Maaskampkazerne werden tussen 2014 en 2016 asielzoekers ondergebracht, er was plek voor 300 vreemdelingen.

## Wetenswaardigheden

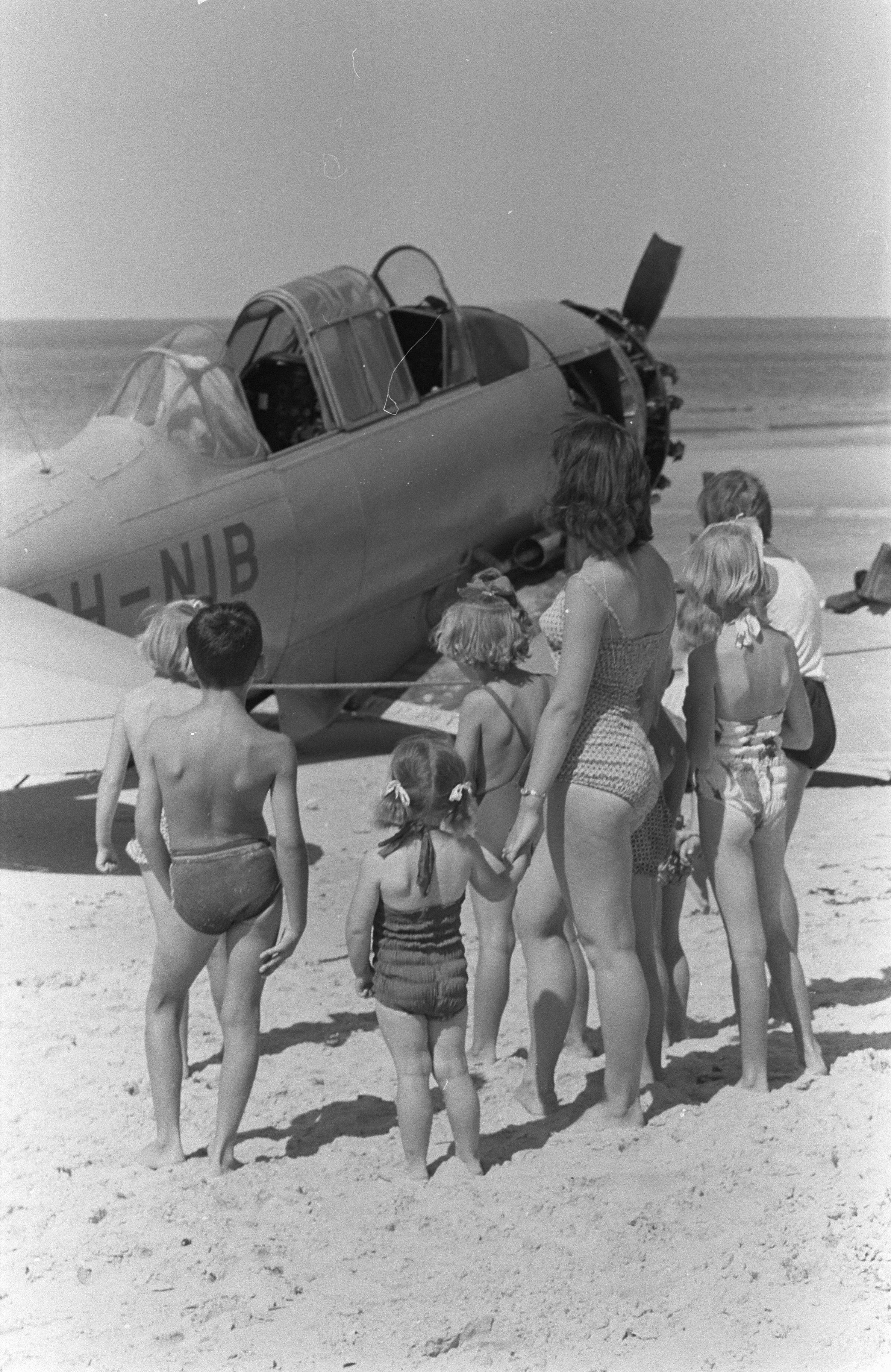
18 augustus 1959: een beschadigde Harvard op strand van Julianadorp

Het strand tussen Groote Keeten en Falga was 1799 de landingsplaats van de Engelsen in hun strijd tegen de Fransen en het toneel van de Slag bij Callantsoog. Bij herstelwerkzaamheden van de natuur op het Botgat is het stoffelijk overschot gevonden van een Engelse soldaat. Hij is later in Engeland begraven. Een kopie van zijn uniform is te zien in het Archeologiecentrum Noord-Holland in Castricum.
Op 17 augustus 1959 kreeg een Harvard vliegtuig dat een doelzak sleepte voor schietoefeningen motorpech. Doordat er veel badgasten op het strand waren, kon de piloot geen veilige noodlanding maken op het strand. De piloot slaagde er wel in om het toestel 50 meter van het strand in zee te laten neerkomen zonder dat er persoonlijke ongelukken gebeurden.
In 2000 waren er concrete plannen, uitgewerkt door het Ministerie van Landbouw, Visserij en Milieubeheer, voor de bouw van een 400 meter lange geluidsmuur bij het Botgat. Hiermee wilde het Ministerie van Defensie tegemoetkomen aan de bezwaren van de omwonenden tegen de geluidsoverlast. Het werkte echter averechts. Na het indienden van de vergunningaanvraag brak er een storm van protest los vanwege de verwachte landschapsvervuiling en omdat de muur zou deels gebouwd zou worden in een beschermd natuurgebied. Het project is nooit gerealiseerd.